# Iwan Szyktorow
Iwan Siergiejewicz Szyktorow (ros. Иван Сергеевич Шикторов, ur. 19 maja 1908, zm. 1 grudnia 1978 w Moskwie) – funkcjonariusz radzieckich organów bezpieczeństwa, generał porucznik.

## Życiorys
Od 1928 w WKP(b), 1935 ukończył studia na Wydziale Elektromechanicznym Leningradzkiego Instytutu Politechnicznego, 1937-1939 był dyrektorem fabryki elektromechanicznej w Leningradzie. Od 1939 do 7 maja 1943 zastępca szefa Zarządu NKWD w obwodzie leningradzkim, 1941 szef VIII Zarządu Głównego Zarządu Prac Obronnych NKWD, później Ludowego Komisariatu Obrony ZSRR. Od 7 maja 1943 do marca 1948 szef Zarządu NKWD/MWD obwodu leningradzkiego w stopniu komisarza bezpieczeństwa państwowego III rangi, a od 9 lipca 1945 generała porucznika. Od marca 1948 do lutego 1949 szef Zarządu MWD obwodu swierdłowskiego, od lutego do 29 października 1949 ponownie szef Zarządu MWD obwodu leningradzkiego. Od stycznia 1950 do grudnia 1952 szef Zarządu Budownictwa i Poprawczych Obozów Pracy MWD Kanału Wołga-Don, później I zastępca szefa Zarządu Poprawczych Obozów Pracy MWD w rejonie Kujbyszewa. Od 1954 do 1965 pracował w zarządach budów elektrowni Rosyjskiej FSRR i Ukraińskiej SRR, następnie na emeryturze.

## Odznaczenia
- Order Lenina (dwukrotnie – 5 sierpnia 1944 i 19 września 1952)
- Order Czerwonego Sztandaru (20 września 1943)
- Order Czerwonego Sztandaru Pracy (21 kwietnia 1939)
- Order Czerwonej Gwiazdy (28 listopada 1941)

oraz 11 medali